# Patinoire du Parc Olympique
Das Patinoire du Parc Olympique (früher Palais de Glaces) ist eine Eissporthalle in Méribel, Frankreich. Es wurde 1991 erbaut und verfügte ursprünglich über eine Kapazität von 6.420 Sitzplätzen. Es wurde für die Ausrichtung des Eishockeywettbewerbs der Olympischen Winterspiele 1992 erbaut. Die Baukosten beliefen sich auf 200 Millionen Franc.
Nach Ende der Winterspiele wurde das Stadion in Patinoire Olympique (Olympisches Eisstadion) umbenannt und die Zuschauerkapazität auf 2.500 Plätze verringert. Zum Gebäudekomplex gehört neben der Eishalle und Umkleideräumen ein Schwimmbad sowie ein Restaurant. Die Umbauarbeiten dauerten bis 1997 und kosteten weitere 80 Mio. Franc.
Kurz nach den Olympischen Spielen wurde in der Eishalle die Eishockey-Europameisterschaft der U18-Junioren 1992 ausgetragen. 1999 wurde in Méribel mit der U18-B-Weltmeisterschaft ein weiteres internationales Turnier ausgerichtet. Im Jahr 2008 fand im Patinoire Olympique die U18-Eishockey-Weltmeisterschaft der Division II, Gruppe A statt und 2017 wurde hier U20-Eishockey-Weltmeisterschaft der Division I, Gruppe A ausgetragen.
Hauptnutzer des Stadions ist der HC Val Vanoise aus der Division 2, der einen Großteil seiner Heimspiele in Méribel austrägt. Zudem nutzt die französische Eishockeynationalmannschaft die Eishalle regelmäßig für Trainingslager.